# Champions Trophy der Herren 1978
Die 1. Champions Trophy fand vom 17. bis 24. November 1978 in der pakistanischen Stadt Lahore statt. Schauplatz der Wettkämpfe war das Gaddafi Stadium. Zum ersten und zum letzten Mal wurde das Turnier auf Naturgras ausgetragen. Entgegen den ursprünglichen Planungen, die sechs Teilnehmer vorsahen, folgten nur fünf Verbände der Einladung nach Pakistan. Indien sagte seine Teilnahme wegen logistischer Probleme ab. Zuvor hatten die Niederlande und Deutschland wegen des übervollen Terminkalenders – im gleichen Jahr hatte die Europameisterschaft und die Weltmeisterschaft stattgefunden – abgesagt. Spanien reiste lediglich mit einer B-Mannschaft an, da die A-Auswahl an einem Militärturnier teilnahm.

## Spiele
|  | Pakistan       | – | Neuseeland     | 6:2 |
|  | Spanien        | – | Australien     | 2:4 |
|  | Großbritannien | – | Neuseeland     | 3:1 |
|  | Pakistan       | – | Spanien        | 3:1 |
|  | Australien     | – | Großbritannien | 1:1 |
|  | Neuseeland     | – | Spanien        | 4:0 |
|  | Pakistan       | – | Großbritannien | 4:1 |
|  | Australien     | – | Neuseeland     | 3:2 |
|  | Großbritannien | – | Spanien        | 4:4 |
|  | Pakistan       | – | Australien     | 2:1 |

## Abschlusstabelle
| 1. | Pakistan               | 4 | 4 | 0 | 0 | 15:5  | 8 |
| 2. | Australien             | 4 | 2 | 1 | 1 | 09:7  | 5 |
| 3. | Vereinigtes Königreich | 4 | 1 | 2 | 1 | 09:10 | 4 |
| 4. | Neuseeland             | 4 | 1 | 0 | 3 | 09:12 | 2 |
| 5. | Spanien                | 4 | 0 | 1 | 3 | 07:15 | 1 |

## Topscorer
1. Hanif Khan (Pakistan) – 5 Tore